# 布呂爾巴赫河 (武爾姆巴赫河支流)
50°04′07″N 10°23′14″E / 50.068718°N 10.387089°E
布呂爾巴赫河（德語：Brühlbach），是德國的河流，位於該國東南部，由巴伐利亞負責管轄，屬於武爾姆巴赫河的左支流，河道全長1.7公里，發源自紹農根以北。